# Nevada Express
Nevada Express (Breakheart Pass) es una película estadounidense de 1975, de los géneros de western y acción, con guion de Alistair MacLean basado en su novela homónima de 1974.
La película fue dirigida por Tom Gries, y contó con la actuación de Charles Bronson, Ben Johnson, Richard Crenna y Jill Ireland.

## Argumento
Cuando Fort Humboldt, un destacamento militar situado en el lejano oeste, es azotado por una severa epidemia de difteria, las autoridades envían un tren de ayuda con suministros médicos y soldados de reemplazo. Sin embargo, varios pasajeros del tren resultan asesinados. John Deakin (Charles Bronson), un recluso que está siendo transportado bajo custodia de un duro comisario, indaga en las razones de esa carnicería.

## Reparto
- Charles Bronson: John Murray
- Ben Johnson: Pearce
- Richard Crenna: Gobernador Fairchild
- Jill Ireland: María
- Charles Durning: O'Brien
- Ed Lauter: Mayor Claremont
- Bill McKinney: Reverendo Peabody
- David Huddleston: Dr. Molyneux
- Roy Jenson: Chris Banion
- Rayford Barnes: Sargento Bellew
- Scott Newman: Rafferty
- Robert Tessier: Levi Calhoun
- Joe Kapp: Henry
- Archie Moore: Carlos
- Sally Kirkland: Jane-Marie